# Graphania pelanodes
Graphania pelanodes är en fjärilsart som beskrevs av Edward Meyrick 1931. Graphania pelanodes ingår i släktet Graphania och familjen nattflyn. Inga underarter finns listade i Catalogue of Life.